# Klara Lukan
Klara Lukan (ur. 8 września 2000 w Novo mesto) – słoweńska lekkoatletka specjalizująca się w biegach długodystansowych.

## Życiorys
Urodziła się 8 września 2000 roku w Novo mesto. Do sierpnia 2017 roku trenowała w klubie AK Šentjernej. W latach 2017–2020 reprezentowała barwy klubu AD Mass z Lublany. Od grudnia 2020 roku trenuje w AD Kladivar Celje.
Karierę rozpoczynała od biegania biegów średniodystansowych. W 2017 roku brała udział w mistrzostwach świata juniorów młodszych w Nairobi, kończąc udział w rywalizacji na dystansie 800 metrów na etapie eliminacji. Rok później wzięła udział w mistrzostwach świata juniorów w Tampere, startując na dystanie 800 metrów oraz 1500 metrów, w obydwu konkurencjach odpadając w eliminacjach. W 2019 roku została mistrzynią Europy juniorów w biegu na 5000 metrów. W sezonie 2021 zadebiutowała na halowych mistrzostwach Europy. Na rozgrywanych w Arenie Toruń zawodach zajęła 18. miejsce w biegu eliminacyjnym na dystansie 3000 metrów. 11 lipca zdobyła srebrny medal młodzieżowych mistrzostw Europy w Tallinnie w biegu na 5000 metrów. 30 lipca zadebiutowała na igrzyskach olimpijskich, nie kończąc biegu eliminacyjnego na 5000 metrów, rozgrywanego na Stadionie Narodowym w Tokio. W 2024 roku, w czerwcu, zajęła 5. miejsce w biegu na 10 000 metrów podczas mistrzostw Europy w Rzymie. W sierpniu, wzięła po raz drugi udział w igrzyskach olimpijskich, odpadając w biegu eliminacyjnym na 5000 metrów oraz zajmując 20. miejsce w finale biegu na 10 000 metrów.
Dwukrotna srebrna medalistka mistrzostw Europy w biegach przełajowych (2019, 2021) w kategorii juniorów oraz młodzieżowców. Srebrna medalistka mistrzostw Europy w biegach ulicznych (2025) na dystansie 10 kilometrów. Mistrzyni krajów bałkańskich oraz halowa mistrzyni krajów bałkańskich. Reprezentantka Słowenii w drużynowych mistrzostwach Europy.
Wielokrotna mistrzyni oraz halowa mistrzyni Słowenii w lekkoatletyce.

## Rezultaty
| Rok  | Impreza                                   | Miejsce         | Konkurencja                   | Pozycja     | Wynik    |
| ---- | ----------------------------------------- | --------------- | ----------------------------- | ----------- | -------- |
| 2016 | Mistrzostwa Europy juniorów młodszych     | Tbilisi         | bieg na 800 m                 | –           | DNS      |
| 2017 | Mistrzostwa świata juniorów młodszych     | Nairobi         | bieg na 800 m                 | eliminacje  | 2:10,08  |
| 2018 | Mistrzostwa świata juniorów               | Tampere         | bieg na 800 m                 | eliminacje  | 11:23,61 |
| 2018 | Mistrzostwa świata juniorów               | Tampere         | bieg na 1500 m                | eliminacje  | 4:26,43  |
| 2018 | Mistrzostwa Europy w biegach przełajowych | Tilburg         | bieg juniorów (4,3 km)        | 31. miejsce | 14:30    |
| 2019 | Mistrzostwa Europy juniorów               | Borås           | bieg na 5000 m                | 1. miejsce  | 16:03,62 |
| 2019 | II liga drużynowych mistrzostw Europy     | Varaždin        | bieg na 1500 m                | 9. miejsce  | 4:27,13  |
| 2019 | II liga drużynowych mistrzostw Europy     | Varaždin        | bieg na 3000 m z przeszkodami | 2. miejsce  | 10:33,55 |
| 2019 | Mistrzostwa Europy w biegach przełajowych | Lizbona         | bieg juniorów (4 km)          | 2. miejsce  | 14:01    |
| 2021 | Halowe mistrzostwa krajów bałkańskich     | Stambuł         | bieg na 3000 m                | 1. miejsce  | 8:58,73  |
| 2021 | Halowe mistrzostwa Europy                 | Toruń           | bieg na 3000 m                | eliminacje  | 9:06,82  |
| 2021 | II liga drużynowych mistrzostw Europy     | Stara Zagora    | bieg na 3000 m                | 1. miejsce  | 8:48,80  |
| 2021 | Mistrzostwa krajów bałkańskich            | Smederevo       | bieg na 5000 m                | 1. miejsce  | 15:37,11 |
| 2021 | Młodzieżowe mistrzostwa Europy            | Tallinn         | bieg na 5000 m                | 2. miejsce  | 15:44,0h |
| 2021 | Igrzyska olimpijskie                      | Tokio           | bieg na 5000 m                | –           | DNF      |
| 2021 | Mistrzostwa Europy w biegach przełajowych | Dublin          | bieg młodzieżowców (6 km)     | 2. miejsce  | 20:36    |
| 2023 | II dywizja drużynowych mistrzostw Europy  | Chorzów         | bieg na 5000 m                | 2. miejsce  | 15:33,39 |
| 2023 | Mistrzostwa świata w biegach ulicznych    | Ryga            | bieg na 5 km                  | 10. miejsce | 15:25    |
| 2023 | Mistrzostwa Europy w biegach przełajowych | Bruksela        | sztafeta mieszana (4x1,5 km)  | 10. miejsce | 21:04    |
| 2024 | Mistrzostwa Europy                        | Rzym            | bieg na 10 000 m              | 5. miejsce  | 31:34,90 |
| 2024 | Igrzyska olimpijskie                      | Paryż           | bieg na 5000 m                | eliminacje  | 15:09,61 |
| 2024 | Igrzyska olimpijskie                      | Paryż           | bieg na 10 000 m              | 20. miejsce | 31:45,15 |
| 2025 | Mistrzostwa Europy w biegach ulicznych    | Bruksela/Leuven | bieg na 10 km                 | 2. miejsce  | 31:26    |
| 2025 | III dywizja drużynowych mistrzostw Europy | Maribor         | bieg na 5000 m                | 1. miejsce  | 15:09,56 |
| 2025 | Uniwersjada                               | Bochum          | bieg na 10 000 m              | 1. miejsce  | 31:25,84 |

## Rekordy życiowe
- bieg na 800 metrów (stadion) – 2:05,40 (5 września 2021, Maribor)
- bieg na 1500 metrów (stadion) – 4:11,05 (10 września 2023, Zagrzeb)
- bieg na 3000 metrów (hala) – 8:44,80 (25 lutego 2023, Birmingham) rekord Słowenii
- bieg na 5000 metrów – 15:01,37 (10 czerwca 2023, Montesson) rekord Słowenii
- bieg na 10 000 metrów – 31:13,18 (18 maja 2024, Londyn)
- Bieg na 3000 metrów z przeszkodami – 10:33,55 (10 sierpnia 2019, Varaždin)
- bieg na 5 kilometrów – 14:45 (9 lutego 2025, Monako) rekord Słowenii
- bieg na 10 kilometrów – 30:26 (16 lutego 2025, Castellón) rekord Słowenii